# Timbres d'Algérie 1962
Cet article recense les timbres-poste d'Algérie émis en 1962 par l'administration des Postes, à la suite de l'indépendance du pays après sa colonisation par la France de 1830 à 1962.

## Généralités
Les émissions portent la mention « الجمهورية الجزائرية » en arabe et ou sans « République algérienne » en français et une valeur faciale libellée en nouveau franc (NF).

## Surcharge
| Trois timbres-taxes aves surcharge EA different. |  | Trois timbres-taxes aves surcharge EA different. |  | Trois timbres-taxes aves surcharge EA different. |
| Trois timbres-taxes aves surcharge EA different. |  |                                                  |  |                                                  |

| 0,10 Moissonneuse, 0,25 République et 1,00 Porte de Lodi Médéa |  | 0,10 Moissonneuse, 0,25 République et 1,00 Porte de Lodi Médéa |  | 0,10 Moissonneuse, 0,25 République et 1,00 Porte de Lodi Médéa |
| 0,10 Moissonneuse, 0,25 République et 1,00 Porte de Lodi Médéa |  |                                                                |  |                                                                |

|                                                          |  |  |
| Timbre 0,45 Gorges de Kerrata et 0,50 Mosquée de Tlemcen |  |  |

Les accords d'Évian, conclus le 18 mars 1962 entre la France et le Gouvernement provisoire de la République algérienne, prévoyaient l'indépendance de l'Algérie à la suite de l'approbation en France par référendum sur les accords d'Évian, suivi d'un référendum sur l'indépendance de l'Algérie. Pour s'adapter à ces changements, excluant l'utilisation de timbres français dans le nouvel État, une circulaire télégraphique N° 509-AG.C adressée à tous les Directeurs départementaux le 27 juin 1962, complétée par les circulaires N° 515-AG.C le 30 juin et N° 518-AG.C le 2 juillet 1962, a fourni des directives pour la surcharge des timbres français par les lettres E.A. pour indiquer l'État algérien.
À la suite de l'indépendance le 5 juillet 1962, l'Algérie a temporairement utilisé cinq timbres-poste et cinq timbres-taxes de France précédemment en circulation en Algérie,. Ces timbres ont été modifiés en raturant la mention République française et en apposant la surcharge EA.
Les cinq timbres-taxes, identifiés sous le nom de Gerbes de blé et émis en 1960 avec des valeurs faciales différentes, ont été altérés par l'ajout manuel ou en procédé typographique la surcharge EA,. Néanmoins, ces timbres-taxes ont été retirés de la circulation le 1er juin 1963,,.
Le 3 juillet, le Président de la République française, Charles De Gaulle, prononce le discours de reconnaissance de l'indépendance de l'Algérie, Dès le lendemain, le 4 juillet 1962, la surcharge EA est officiellement introduite sur des timbres français existants, grâce à un procédé typographique,. Ces timbres surchargés deviennent obligatoires, limités aux valeurs de 0,10 Moissonneuse, 0,25 République et 1,00 Porte de Lodi Médéa.
Les bureaux postaux sont responsables de l'apposition de la surcharge EA sur les timbres mis en vente, conformément à la circulaire en vigueur,. Cette directive annonce également l'approvisionnement futur de valeurs telles que 0,30 Hassi Messaoud, 0,45 Gorges de Kerrata et 0,50 Grande Mosquée de Tlemcen. Cependant, il est à noter que le timbre de 0,30 Hassi Messaoud ne verra jamais le jour avec la surcharge EA.
Après l'indépendance, le 31 octobre de la même année marque la fin de la circulation de ces timbres surchargés. le Franc demeure la monnaie de référence, et les tarifs postaux restent inchangés par rapport à la France métropolitaine.
L'administration postale avait anticipé l'utilisation de barrettes en caoutchouc pour appliquer les surcharges nécessaires, notamment l'annulation de la mention République française avec les lettres E.A.. Les instances départementales et certains bureaux majeurs ont apposé des surcharges typographiques sur les planches de timbres avant leur distribution. Les variations entre départements existent, mais ces surcharges sont généralement conformes aux directives administratives, offrant ainsi une uniformité significative. Cependant, tous les bureaux n'ont pas été approvisionnés en barrettes. Dans ces cas, l'administration suggère de rayer manuellement la mention République française au stylo à bille noir et d'appliquer la surcharge au tampon manuellement. Ces surcharges locales entraînent une grande variété de styles, avec des erreurs fréquentes telles que l'omission de l'annulation de République française et bien que l'administration préconise l'utilisation d'encre noire, diverses couleurs, y compris noir, bleu, rouge, violet et gris, ont été utilisées. Les tampons, sculptés dans divers matériaux tels que le caoutchouc, le bois et le liège, varient également, parfois remplacés temporairement par des surcharges écrites à la main au stylo, au normographe ou même à la machine à écrire. Le positionnement des lettres E.A., malgré les recommandations précises de l'administration, peut être horizontal, vertical, renversé.
On peut trouver aussi une surcharge par griffe linéaire ETAT ALGERIEN qui été effectuée à l'aide d'une griffe métallique, habituellement réservée à l'application sur les documents administratifs. Cependant, cette surcharge ne respecte en aucun cas les directives de la poste.

## Liste des Timbres émis
En 1962, tous les timbres émis en Algérie ont été datés du 1 novembre, ce qui peut être attribué à l'obtention de l'indépendance de l'Algérie le 5 juillet 1962. L'émission des timbres a été retardée en raison des bouleversements politiques et sociaux liés à cette période de transition. La date du 1er novembre symbolise le début de la Révolution algérienne et son 8e anniversaire, ce qui en fait une date historiquement significative pour le pays,. Le premier timbre "1+9" a été émis en Algérie, suivi d'autres timbres émis à la même date, mais reprenant des motifs de timbres touristiques de France représentant des lieux d'Algérie.
| 001 |  | 8e anniversaire de la Révolution algérienne, Valeur faciale : 1,00 + 9,00 NF, Tirage : 12 825, Date d'émission : 1er novembre 1962 Dates de retrait : 20 décembre 1962 Dimensions : 37x50, Dentelure : 11½ Dessinateur : Gilbert A. Vallée, Imprimeur : Impressions d'art de Hussein Dey |  | Description Le premier timbre-poste algérien, intitulé "8e anniversaire de la Révolution algérienne", a été émis pour célébrer à la fois l'anniversaire du déclenchement de la Révolution de 1954 et l'indépendance de l'Algérie,. Connu sous le nom de "1+9" en raison de sa valeur faciale de 1 NF et d'une surtaxe de 9 NF au profit des familles de chouhada, ce timbre a été réalisé avec des moyens entièrement algériens et a été limité à un tirage de 12 825 exemplaires,. Il symbolise l'appartenance de l'Algérie à la civilisation africo-musulmane et a marqué un l'histoire postale du pays car c'est le premier timbre émis par l'Algérie,. |

| 002 |  | Gorges de Kerrata Valeur faciale : 0,05 NF Tirage : 3 500 000 Date d'émission : 1er novembre 1962 Dates de retrait : 8 novembre 1966 Dimensions : 22x36 Dentelure : 13 Dessinateur : André Spitz et Robert Cami, Imprimeur : Imprimerie PTT Paris |  | Description Le timbre réédite un autre émis le 18 janvier 1960, d'une valeur de 0,45 FRF, illustrant le paysage des gorges de Kherrata. Il conserve la graphie sans "h" de sa version française. Les seules modifications apportées concernent le changement du nom du pays, passant de République française à République algérienne en arabe et en français et les couleurs du timbre. |

| 003 |  | Barrage de Foum El Gherza Valeur faciale : 0,1 NF Tirage : 3 100 000 Date d'émission : 1er novembre 1962 Dates de retrait : 8 novembre 1966 Dimensions : 36x22, Dentelure : 13 Dessinateur : Jacques Combet et Pierre Munier, Imprimeur : Imprimerie PTT Paris |  | Description Le timbre réédite un autre émis le 7 novembre 1959, d'une valeur de 15 FRF, illustrant le Barrage de Foum El Gherza dans la région de Biskra. Il conserve la graphie de sa version française. Les seules modifications apportées concernent le changement du nom du pays, passant de République française à République algérienne en arabe et en français et les couleurs du timbre. |

| 004 |  | Grande Mosquée de Tlemcen Valeur faciale : 0,25 NF Tirage : 30 400 000 Date d'émission : 1er novembre 1962 Dates de retrait : 8 novembre 1966 Dimensions : 22x36, Dentelure : 13 Dessinateur : Jean Pheulpin, Imprimeur : Imprimerie PTT Paris |  | Description Le timbre réédite un autre émis le 18 janvier 1960, d'une valeur de 0,50 FRF, illustrant le paysage des Grande Mosquée de Tlemcen. Il conserve la graphie sans "h" de sa version française. Les seules modifications apportées concernent le changement du nom du pays, passant de République française à République algérienne en arabe et en français et les couleurs du timbre. |

| 005 |  | Hassi Messaoud Valeur faciale : 0,95 NF Tirage : 1 000 000 Date d'émission : 1er novembre 1962 Dates de retrait : 8 novembre 1966 Dimensions : 22x36, Dentelure : 13 Dessinateur : Jacques Combet, Imprimeur : Imprimerie PTT Paris |  | Description Le timbre réédite un autre émis le 23 mai 1959, dessiné par Jacques Combet et gravé par Claude Durrens, d'une valeur de 30 FRF, illustrant Derrick et oléoduc à Hassi Messaoud qui traverse le Sahara algérien. Il conserve la graphie de sa version française. Les seules modifications apportées concernent le changement du nom du pays, passant de République française à République algérienne en arabe et en français et les couleurs du timbre. |

| 006 |  | Anciennes portes Médéa Valeur faciale : 1,00 NF Tirage : 3 100 000 Date d'émission : 1er novembre 1962 Dates de retrait : 8 novembre 1966 Dimensions : 36x22, Dentelure : 13 Dessinateur : Jacques Combet et Pierre Munier, Imprimeur : Imprimerie PTT Paris |  | Description Le timbre réédite un autre émis le 7 octobre 1961, d'une valeur de 1 FRF, illustrant les anciennes portes dans la region de Médéa. Il conserve la graphie de sa version française. Les seules modifications apportées concernent le changement du nom du pays, passant de République française à République algérienne en arabe et en français et les couleurs du timbre. |